# St. John's Metropolitan Area Board
Het St. John's Metropolitan Area Board (SJMAB) was van 1963 tot 1992 een gemeentebestuur in de Canadese provincie Newfoundland. Het SJMAB voorzag lokaal bestuur voor inwoners van de Metropoolregio St. John's die niet onder het bestuur van de provinciehoofdstad St. John's of een van de omliggende gemeenten vielen.
Met een inwoneraantal dat lange tijd rond de 20.000 schommelde, overzag het St. John's Metropolitan Area Board gedurende ruim 20 jaar de op twee na grootste gemeente van de hele provincie. In de jaren 80 en begin jaren 90 werd het grondgebied via twee grote gemeentelijke herindelingen naar de stad St. John’s en gemeente Paradise overgeheveld, waardoor het SJMAB in 1992 uiteindelijk ophield met bestaan.
Het door het SJMAB bestuurd gebied stond bekend als het St. John's Metropolitan Area, of kortweg het St. John's Metro Area, al betrof het slechts een beperkt deel van de effectieve metropoolregio.

## Geschiedenis en demografische ontwikkeling
Het SJMAB werd opgericht als gemeentebestuur in het jaar 1963. In de jaren 60 en 70 vonden er verschillende beperkte grondgebiedswijzigingen plaats. Zo werden bij een beperkte fusieoperatie in 1979 kleine stukjes grondgebied van het St. John's Metro Area overgeheveld naar de gemeenten Paradise, St. Thomas en Wedgewood Park.
In 1980 veranderde het statuut van het gebied van een local improvement district naar dat van town.
In 1984 vond er een grootschalige gemeentelijke herindeling plaats waarbij het gemeentebestuur van het St. John's Metro Area zo'n driekwart van haar inwoners verloor. De buurten Airport Heights, Kilbride, Shea Heights en de omgeving rond Torbay Road en Logy Bay Road werden toen allen naar de stad St. John's overgeheveld. 
Het overblijvende grondgebied werd in 1992 verdeeld. Het merendeel kwam eveneens de provinciehoofdstad toe, al werden er ook enkele delen geannexeerd door de gemeente Paradise.
| Demografische ontwikkeling van het SJMA tussen 1966 en 1986 |
| ----------------------------------------------------------- |
|                                                             |
| Bron: Statistics Canada                                     |

## Geografie
Het grondgebied dat onder het SJMAB viel omvatte uitgestrekte gebieden rondom de stad St. John's, in het noordoosten van het Newfoundlandse schiereiland Avalon. Dit waren clusters van verschillende geografisch van elkaar afgescheiden gebieden ten noorden, westen en zuiden van de stad. Het betrof zowel buurten en plaatsen als bebouwing aan (verbindings)wegen en onbewoonde gebiedsdelen. Volgende buurten en gebieden vielen ooit onder het SJMAB:
| - Airport Heights - het stroomgebied van de Bay Bulls Big Pond - Brookfield Road - Donna Road East - de Downer/Shea-subdivisie - Elizabeth Park en omgeving - Evergreen Village en omgeving - Kilbride - Logy Bay Road en omgeving - Maddox Cove Road westwaarts tot Kilbride en de buurt van Goulds | - Octagon Pond - Olivers Pond - het stroomgebied van de Petty Harbour Long Pond - de Southern Shore Highway tot aan de rondweg - Three Island Pond - Topsail Pond - Torbay Road en omgeving - Shea Hights - de Windsor Heights-subdivisie - het stroomgebied van Windsor Lake |